# Tellurure d'erbium(III)
Le tellurure d'erbium(III) est un composé inorganique, l'un des tellurures de l'erbium, de formule chimique Er2Te3. Il a une structure Sc2S3, un groupe d'espace Fddd, une largeur de bande interdite de 0,77(5) eV et des propriétés semi-conductrices. Il peut êre obtenu par la réaction de l'erbium et du tellure, ou par le transport chimique de vapeur du chlorure d'erbium(III).